# آن مكافري
آن مكافري (بالإنجليزية: Anne McCaffrey)‏ (1 أبريل 1926، كامبريدج في الولايات المتحدة - 21 نوفمبر 2011، مقاطعة ويكلاو في الولايات المتحدة) روائية أيرلندية-أمريكية. تعد سلسلة الخيال العلمي (راكبي التنانين من بيرن) من أشهر أعمالها. هي أول امرأة تحصل على جائزة هوغو لأفضل رواية قصيرة في العام 1999. كما أنها أول امرأة تحصل على جائزة نيبيولا. تعد روايتها التنين الابيض (1978) أول كتاب خيال علمي يظهر في قائمة نيويورك تايمز للكتب الأفضل مبيعًا.
في 2005 عُينت من قبل كُتّاب الخيال والخيال العلمي الأستاذ الكبير الثاني والعشرون، وهي جائزة سنوية لكتّاب الخيال والخيال العلمي الأحياء. وفي 17 يونيو 2006 أُدخلت إلى قاعة الشهرة للخيال العلمي. وتلقت أيضًا جائزة روبرت أي. هينلين لعملها في عام 2007.

## حياتها ومسيرتها المهنية
ولدت آن أنيز مكافري في كامبرج، ماساتشوستس، وهي الابنة الثانية من أصل ثلاثة أولاد لآن دوروثي والكولونيل جورج هيربيرت مكافري. لديها أخوين هيو (أو ماك، توفي في 1988) وكيفن ريتشارد مكافري (كيفي). كان لوالدها أصول إنجليزية وأيرلندية وكان لوالدتها أصول أيرلندية. درست في ستيوارت هال وهي مدرسة بنات في ستانتون بولاية فيرجينيا. تخرجت من ثانوية مونتكلير في مونتكلير، بولاية نيوجيرسي. وفي عام 1947 تخرجت من كلية رادكليف مع مرتبة الشرف بعد أن حصلت على شهادة في اللغات السلافونية والأدب.
تزوجت من هوراس جونسون في عام 1950 (توفي عام 2009) والذي شاركها اهتمامها في الموسيقى والأوبرا والباليه. أنجبا ثلاثة أولاد: أليك أنثوني في عام 1952، تود في عام 1956 وجورجيان (جيجي، جورجيان كيندي) في عام 1959.
عاشت العائلة في ويلمنتغتون بولاية ديلاوير ثم انتقلوا إلى سي كليف، لونغ آيلاند في عام 1965، عندها تفرغت مكافري للكتابة بشكل كامل.
خدمت مكافري كأمينة السر والخزينة لكتّاب الخيال العلمي في أمريكا من عام 1968 إلى 1970. بالإضافة إلى صناعة جوائز نيبيولا يدويًا، تضمنت مسؤولياتها إنتاج نشرة إخبارية شهرية وتوزيعها على الأعضاء عبر البريد.
هاجرت مكافري إلى أيرلندا مع طفليها الصغيرين في عام 1970، بعد أسابيع من تقديم طلب طلاق. أعفت أيرلندا مؤخرًا الفنانين المقيمين فيها من ضرائب الدخل، وهي فرصة تبناها وروج لها كاتب الخيال العلمي هاري هاريسون. انضمت والدة مكافري إلى العائلة بعد مدة قصيرة. وفي الربيع التالي، حلت مكافري كضيف شرف في أول مؤتمر خيال علمي بريطاني لها (إيستركون 22، 1971). وهناك قابلت عالم الأحياء جاك كوهين والذي سيكون مستشارها في العلم الخاص بعالم بيرن.

### عملها ككاتبة
نُشرت أول قصتين قصيرتين لها في الخمسينيات. كتبت أول قصة قصيرة لها في 1952 بعنوان (حرية العِرق أو فريدوم اوف ريس وتحكي عن امرأة حملت من فضائيين) عندما كانت حامل بابنها أليك. وحصلت عن قصتها هذه جائزة قدرها 100دولار من مجلة ساينس فكشن بلاس. قصتها الثانية (المرأة في البرج) نشرتها مجلة الخيال والخيال العلمي من قبل المحرر روبرت بّي. ميلز وأُعيد نشرها من قبل المحررة جوديث ميريل كأفضل عمل خيال علمي في السنة. وقالت مكافري إنها فكرت بها في الأوقات التي تتمنى أن تكون فيها بمفردها، كامرأة في برج عاجي.
عرّفت جوديث ميريل مكافري على وكيلتها فيرجينيا كيد والتي دعتها إلى ورشة عمل ميلفورد، والتي يعرض فيها الكتاب أعمالهم ليتم نقدها. وبعد ورشة العمل الأولى لها في 1959، بدأت بالعمل على رواية ذا شيب هو سانغ، القصة التي بدأت سلسة برين وبراون شيب. في نهاية القصة تغني هيلفا لشريكتها البشرية. والتي قال عنها تود مكافري إنها رثاء لوالدها. في مقابلات بين عامي 1994 و2004، قالت الكاتبة أنها تعتبرها من أفضل أعمالها والمفضلة لها. «وضعت الكثير من نفسي فيها، أنا والمشاكل التي واجهتها في محاولة تقبلي لوفاة والدي وزواجي المليء بالمشاكل».
ثم كتبت مكافري قصتين جديدتين من قصص شيب وبدأت العمل على روايتها الأولى. الذي حفزها لكتابة ريستوري (1967)، وحسب ما يتذكر أبنها أنها قالت: «لقد تعبت كثيرًا من النساء الضعيفات اللاتي يبكين في زاوية بينما يقاتل أحبابهن الفضائيين. إذ إنني لو كنت مكانهن كنت سأحمل شيئًا ما وأضرب الفضائيين بكل ما أملك من قوة». وضحت مكافري أنها لا تحتاج إلى تكملة وإنها حققت الهدف المراد منها لأن بطلة الرواية كانت امرأة ذكية ومحارِبة.
قررت كتابة دونا عام 1969 (والتي كرستها لتود جونسون)، عندما طلبت منه عدم رفع صوته في مسرحية مدرسية عندما كان في الصف الرابع. وهذا أوحى لها بكتابة قصة دونا والتي تتحدث عن كوكب مزدحم يجعلك التحدث فيه بصوت عالي منبوذًا اجتماعيًا. لذا فإن ولدًا ثرثارًا في ذلك الكوكب سيكون موهبة لا فائدة منها.
بدأت مكافري بداية سريعة في أيرلندا، إذ إنها أكملت نشر (بحث تنين) عام 1971 وروايتين قوطيتين لديل وعلامة ميرلين وحلقة الخوف. مع عقد التنين الأبيض (والذي سينهي الثلاثية الأصلية مع بالانتين)، توقفت مكافري عن الكتابة. وخلال السنتين التاليتين تنقلت العائلة عدة مرات في دبلن وواجهت صعوبة في تلبية احتياجاتها، دُعمت العائلة بشكل كبير من مدفوعات رعاية الأطفال والعوائد الضئيلة.
وفر سوق الكتب للشباب فرصة مهمة. بحث المحرر روجر إلوود عن مساهمات قصيرة للمختارات الأدبية، وهكذا بدأت مكافري قصة مينولي والتي هي عن عالم بيرن أيضًا. سلمت مكافري (أصغر فتى التنين) مقابل 154دولار، بالإضافة إلى أربع قصص أخرى والتي أصبحت فيما بعد ذا كريستال سينغر. وقعت دار نشر فيوتورا في لندن عقد مع مكافري لكتابة قصص للأطفال عن الديناصورات. سعت المحررة جين إي. كارل من دار نشر أثينيوم لجذب المزيد من القارئات الإناث لقراءة الخيال العلمي وطلبت قصة للشابات في جزء مختلف من بيرن. أكملت مكافري قصة مينولي كجزء من دراغون سونغ ووقعت عقد تكملة لها قبل نشرها في عام 1976. أُكملت حكايات مينولي في دراغون سينغر: ميناء بيرن وطبول التنين كجزء من ثلاثية هاربر هال. وبوجود عقد لها مع أثينيوم استطاعت شراء منزل لها. يكتب ابنها بعد عشرين سنة: «حررت التنانين في بيرن في البداية ثم حُررت هي بواسطة تنانينها».

### تنانين
نُشر أول كتاب عن عالم بيرن بعنوان ويير سيرج في عام 1967 في مجلة أنالوغ ساينس فكشن اند فاكت بواسطة جون دبليو كامبل. وفازت بجائزة هوغو عن أفضل رواية قصيرة عام 1968 بتصويت المشاركين في المؤتمر العالمي للخيال العلمي. أما القصة الثانية عن عالم بيرن راكب التنين، فقد فازت في 1969 بجائزة نيبيولا لتكون مكافري أول كاتبة أنثى تفوز بجائزة هوغو للخيال وأول كاتبة أنثى تفوز بجائزة نيبيولا.
بحث ويير هي رواية تتحدث عن أمرأة شابة تدعى ليزا والتي عُينت لتنشئ رابطًا تخاطريًا مع ملكة تنانين في عرينها، وبذلك ستكون راكبة تنانين وقائدة مجتمع الوييرين. تتتبع هذه الرواية نمو الشخصية راموث ملكة التنانين وتدريب ليزا وراموث. اقترح المحرر كامبيل على مكافري إضافة مقاطع قتال للتنانين والسفر عبر الزمن والتي أضافتهما الكاتبة بالفعل. القصة الثالثة (غبار كراك، الغبار الأسود) لم تُنشر بشكل منفصل، ولكن الرواية الأولى في عالم بيرن (رحلة تنين، نُشرت بواسطة دار نشر بالاتين في 1968) كانت مزيج من القصص الثلاثة.
قدمت الوكيل فيرجينيا كيد والمحررة بيتي بالانتين نصائح لتكملة القصة الأولى بعنوان بحث التنين. والتي أُكملت قبل انتقال الكاتبة إلى أيرلندا في 1970، بالإضافة إلى توقيع عقد رواية مكمِلة أُخرى. كما قدم كل من بالانتين وزميلها الكاتب آندري نورتون اقتراحات عن التنين الأبيض المتحول.
انتظر القراء طويلًا لانتهاء السلسلة الثلاثية. ولم يُحقَق تطور حتى عامي 1974 و1975 عندما دُعيت مكافري إلى مؤتمر بوسكون السنوي من قبل اتحاد نيو انجلاند للخيال العلمي كضيف شرف (وتضمن نشر وبيع رواية قصيرة لها). كتبت أ تايم وين، والتي كانت الجزء الأول من (التنين الأبيض).
نُشر التنين الأبيض مع طبعتين جديدتين لكتابيها الأولين، وتصميم الغلاف كان لمايكل ويلان. كان هذا الكتاب هو أول كتاب خيال علمي كُتب بواسطة امرأة يصل إلى قائمة نيويورك تايمز للأعمال الأفضل مبيعًا. ولا يزال غلاف الكتاب يُطبع من قبل ويلان احتفاءً بتقدمهم المهني.

### تعاوناتها
قالت مكافري عن تعاونها مع ابنها تود مكافري وإليزابيث آن سكاربورو: «بينما أحب بشدة أن أحصل على طاقة لكتابة قصة بمفردي، إلا أنني لا أستطيع القول بأنني لست مُمثلة وبقوة في تعاوناتي». وفي تعاونها مع تود في رواية عن عالم بيرن كانت تُقدم الاقتراحات بشكل أساسي كأنها لوح متحدث. كما ومنحت لكل من تود وأخته جيجي الإذن لكتابة قصصهم الخاصة عن عالم بيرن.
تعاونت مكافري مع الكاتب ميرسيدس لاكي في كاتبة ذا شيب هو سيرجد وهو الكتاب الثالث من أصل سبعة كتب في سلسلة ذا شيب هو سانغ والتي تعاونت بها مكافري مع أربعة كتاب آخرين. كما وكتبت مع إليزابيث مون سلسلة قراصنة الكوكب (ثلاث مجلدات).

### وفاتها
توفيت آن مكافري بسكتة دماغية وهي بعمر 85 في 21 نوفمبر 2011 بمنزلها في أيرلندا.

## كُتبها

### التصنيف
في أغسطس 1987، صنفت مجلة لوكاس للخيال العلمي والخيال روايات بيرن الثمانية على أنها روايات الخيال الأفضل على الأطلاق، استنادًا إلى استطلاع لمشتركي المجلة، جاءت رحلة تنين في المرتبة التاسعة والتنين الأبيض في المرتبة الثالثة والعشرون. التصنيف تعليقًا على قائمة لوكاس، دعى ديفيد برينغل كتب مكافري على أنها خيال علمي بدلًا عن كونها خيال بحت، وقال عن مكافري بأنها رائدة في صنف رومانسية الكواكب وهو أحد أصناف الخيال العلمي.
اعتبرت مكافري أغلب أعمالها من الخيال العلمي، وإنها تستمتع عندما تُدعى اختصارًا «كاتبة خيال». إذ يمكن اعتبار جميع كتب بيرن خيالًا علميًا، كون التنانين قد خلقت بالهندسة الوراثية بواسطة مستعمري بيرن.
فيما يتعلق بالعلم قالت مكافري: «لا أتابع التطورات العلمية ولكنني أستعين بخبير في مجال ما عندما أحتاج أن أوضح نفسي أو العلم الذي استعمله». ساعدها عالم الفلك ستيفن بيرد بالأسئلة العلمية في أحيان كثيرة، كما اعترفت بفضل عالم الأحياء الإنجابي جاك كوهين عدة مرات.
يُصنف مجتمع الخيال العلمي كتابات مكافري على أنها خيال علمي تتخلله لهجة وأدوات الخيال، وسمعتها بأنها كاتبة قصص مغامرات رومانسية وعاطفية قد صُممت لجذب -ولكي يفهمها- جمهور من الإناث اليافعات.

في عام 2000 قالت مكافري بأن كتبها: «لا تحتوي على ديموغرافية معنية تجعل القراء من فئة عمرية أو جنسية معنية، إذ إن للتنانين جاذبية عالمية».
«بدأت بكتابة الخيال العلمي في أواخر الخمسينيات وأوائل الستينيات، عندما كان أغلب القراء من الذكور. ومواقفهم منها غير بناءة. بدأت النساء بقراءة الخيال العلمي والخيال وفضلن الكاتبات الإناث. لأن قصصي تحتوي على مواضيع وبطلات يمكن لهن أن يفهموهن، وهذا ما حدث بالفعل. لم تكن لدي أي مشكلة مع المحررين ولا الناشرين. كانت مشكلتي هي جعل القارئين الذكور يعتقدون بأنني جادة وأنني كاتبة جيدة بما فيه الكفاية لجذب اهتمامهم».
في عام 1999، منحت رابطة المكاتب الأمريكية مكافري جائزة مارغريت إدواردز الحادية عشر لإنجازاتها في الكتابة للمراهقين مدى حياتها. ينسب المكتبيون لها الفضل في أكثر من 50 رواية للشباب والكبار، واستشهدوا بسبعة كتب نُشرت في الفترة بين عامي 1968 إلى 1979 لكونها مساهمة عظيمة في أدب الشباب. حصلت ذا شيب هو سانغ (1969) والكتاب الأول من كتب بيرن الستة (والتي تُدعى أحيانا باسم الثلاثية الأصلية أو ثلاثية هاربر هال) على تلك الجائزة. إذ لاحظ رئيس اللجنة أن تركيز مكافري على الحاجة الشخصية والعاطفية للبشر يعكس سعي مراهقي اليوم لإيجاد مكانهم في المجتمع.

### ريستوري
ريستوري هي أول رواية لمكافري، نشرتها دار بالانتين في عام 1967. على خلاف أغلب كتب الخيال العلمي من تلك الحقبة، فإن بطلة رواية ريستوري هي امرأة ذكية، قوية الإرادة، تفكر وتتصرف بملء أرادتها. أُقتبس قول مكافري عدة مرات بأن ريستوري هي بمثابة «لكمة» للطريقة التي يجب أن تظهر بها النساء في روايات الخيال العلمي. 

### كون الكواكب الواعية الفيديرالية
العديد من سلاسل مكافري (وأكثر من نصف كتبها) هي في كون تحكمه الكواكب الواعية الفديرالية (بالإنجليزية: Federated Sentient Planets) أو الاتحاد (FSP). على الرغم من ارتباط تاريخ بيرن بالاتحاد، إلا أن مكافري لم تستخدمه كقصة خلفية لسرد الأحداث ولم تعتبر عوالمها المختلفة جزء من كون واحد.

#### سلسلة راكبي التنانين من بيرن
عُرفت سلسلة راكبي التنانين من بيرن على أنها أفضل أعمال مكافري. بعد أن قام مستعمرين من الأرض برحلة تستغرق عقودًا من الزمن إلى كوكب جديد (أسموه بيرن، على حسب تقارير الرحلة الاستكشافية الأولى للكوكب. بيرن أو pern هو اختصار Parallels Earth, Resources Negligible بمعنى أرض موازية، مصادر قابلة للإهمال). بسبب انفجار بركاني ووجود تهديد من خارج الكوكب يعرفوا باسم قوى الخيط، أُرغم المستعمرون على الاختباء في كهوف النصف الشمالي من الكوكب، بعد أن تخلوا عن معظم تكنولوجياتهم المتقدمة، واعتمدوا في حياتهم على الزراعة. يقوم الناجين بتخليق تنانين مُهندسة وراثيًا بالاعتماد على نوع من أنواع الزواحف التي وجدت على الكوكب واستخدموها لمجابهة قوى الخيط.

#### سلسلة برين وبراون شيب
تتكون هذه السلسلة من سبع روايات (عبارة عن تعديل لخمس قصص منشورة سابقًا كُتبت من قبل مكافري وحدها). قصة هذه الروايات تتحدث عن أشخاص صدفيين، يُدعَوا باسم الأدمغة والذين أصبحوا هكذا بسبب مرض ما أو عيب خلقي، وهم مربوطين إلى أجهزة دعم الحياة. ومن خلال المدخلات الحسية والأعصاب الحركية المرتبطة بالحاسوب، فإنهم يعملون كطياري المركبة الفضائية أو مديري المستعمرة، إذ أنهم يروا ويشعروا بالمركبة كأنها امتداد لأجسادهم.
تؤدي الأدمغة هذه المهام لسداد ديون تعليمهم وأجهزتهم، وبعد أن يسددوها فإنهم يبدأون بالعمل بشكل مجاني. وبسبب عدم قدرتهم على التحرك بين البشر فإنهم يُقرنون مع شركاء لهم يعرفون باسم براونز، والذين يُدربون على مجموعة واسعة من المهارات بما في ذلك حماية شركائهم الأدمغة.
كان من المستحيل على الشخص أن يتكيف مع كونه صدفيًا بعد سن الثانية أو الثالثة. باستثناء ذا شيب هو سانغ وهي أنثى صدفية أُصيبت بالشلل عندما كانت تبلغ من العمر سبع سنوات.
تدور هذه الأحداث في نفس كون كتب ذا كريستال سينغر، وكانت أزواج الأدمغة والبراونز موجودة في المجلدين الثاني والثالث من تلك السلسلة.

#### سلسلة ذا كريستال
الكتاب الأول من الثلاثية، ذا كريستال سينغر (1982) مكون من أربع قصص نُشرت بين 1974-1975.
تدور القصة حول كوكب أسمه باليبران. وهو تحت حظر للسفر بسبب وجود كائنات حية قاتلة على سطح الكوكب. باليبران هو مصدر بلورات ثمينة وهي أساسية للكثير من الصناعات. يعيش على الكوكب أغنى المنظمات: نقابة الهيبتايت. وهم معروفين باختيارهم للمتقدمين الذين يملكون أكثر نغمات الصوت مثالية (خصوصًا للذين يريدون أن ينقبوا عن البلورة باستعمال الأغاني). ولأن مناخ باليبران غير متوقع وخطر (إذ إن العواصف على سطحه تجعل البلورات المكشوفة تصرخ بنغمات منفرة ونشاز)، فإن نقابة الهيبتايت لا يجندون أعضاءً بشكل نشط.

#### سلسلة كولورا
(كولورا) تحكي عن موضوع التعدي على البيئة، إذ يُصطاد حيوان ثمين حتى كاد ينقرض وذلك للخيوط التي يحيكها لصنع شبكة له. فعلى السيدة كيسا أن تختار بين حماية الكولورا أو أن تحافظ على التزاماتها مع والديها.

#### آريتا
تتكون سلسلة آريتا من خمس روايات: اثنتان بعنوان (كواكب الديناصورات) في عامي 1978 و1984 وثلاثة بعنوان (قراصنة الكوكب) والتي تعاونت بكتابتها خلال التسعينيات.
يتشاركان بالبنية الخيالية، وبالشخصيات وتراكب الأحداث. تتبع (كواكب الديناصورات) فريق بحثي على كوكب آريتا وما لم يتوقعوه هو وجود ديناصورات على ذلك الكوكب. أما في (قراصنة الكوكب) يهاجم قراصنة طرق الفضاء. ويتحد الناجين من كوكب آريتا مع ناجين من القراصنة من كوكب آخر لمجابهة القراصنة المعتدين.

### كون المواهب
كون المواهب (كما هو مُفهرس في قاعدة بيانات عن الخيال موجودة على شبكة الأنترنت) تضم سلسلتين (موهبة) و(البرج وخلية) وهما يشتركان بالبنية الخيالية. ثمانية كتب (كلها كُتبت بواسطة مكافري) تحكي قصة أفراد تخاطريين وقادرين على تحريك الأشياء عن بُعد والذين أصبحوا مهمين لدى مجتمع بين النجوم.

### دونا
حضارتين بظروف متشابهة -اكتظاظ سكاني وسكان مُقهرون وتاريخ مأساوي مع فضائيين واعين- تحاولان استعمار الكوكب ذاته بالصدفة. ما لا يعرفه البشر إن أولئك الأشخاص الذين اعتقدوا أنهم مجرد مرتحلين، هم في الواقع أكثر تطورًا من الناحية التقنية منهم (ولا يملكون نفس الأوهام عن البشر). تتحدث الكتب عن فترة ما قبل إنشاء تحالف الكواكب الواعية؛ في هذه السلسلة، الفكرة الأساسية هي دمج الكواكب.

### كون بّيتابي
يتضمن كون بّيتابي ثلاثيتين (قوى وتوأم بّيتابي) كتبت بواسطة مكافري وإليزابيث آن سكاربورو.

### سلسلة القطة الباروكية
تُقدم هذه السلسلة كون جديد بقطط باروكية هائمة في الفضاء والبشر المرتبطين بها تخاطريًا.

### سلسلة الحرية
تتضمن سلسلة الحرية (أو كاتيني سيكوينس) قصة قصيرة نُشرت عام 1970 وأربع روايات كُتبت بين عامي 1995 و2002.

### كون أكورنا
تتكون سلسلة كون أكورنا من عشر روايات نُشرت بين عامي 1997 و2007: سبعة منها تُعرف كذلك باسم أكورنا وثلاثة باسم طفل أكورنا. كُتبت الروايتين الأوليتين من قبل مكافري ومارغريت بال، بينما كتبت البقية كلًا من مكافري وإليزابيث آن سكاربورو. 

### أعمال أخرى
نشرت مكافري مجموعتي قصص قصيرة، بالإضافة إلى عدة كتب خيال رومانسي وخيال للشباب.
تضمنت أعمالها غير الخيالية كتابي طبخ وكتاب حول التنانين.
تعاونت مع الموسيقيين تانيا اوبلاد ومايك فريمان لتسجيل قرصين مضغوطين (ماسترهاربر اوف بيرن وسانسيت كولد)، استنادًا إلى الموسيقى الموصوفة في روايات بيرن الخاصة بها كما أنها هي من كتبت كلمات الأغاني.

## وصلات خارجية
- آن مكافري على موقع IMDb (الإنجليزية)
- آن مكافري على موقع ميوزك برينز (الإنجليزية)
- آن مكافري على موقع إن إن دي بي (الإنجليزية)
- آن مكافري على موقع ديسكوغز (الإنجليزية)
- آن مكافري  على قاعدة بيانات الخيال التأملي على الإنترنت
- آن مكافري في مستندات مكتبة الكونغرس، مع 138 كتالوجue للسجلات